# فیلیس کرین
فیلیس کرین (انگلیسی: Phyllis Crane؛ ‏ ۷ اوت ۱۹۱۴ – ۱۲ اکتبر ۱۹۸۲) بازیگر کانادایی-آمریکایی بود.
از فیلم‌هایی که وی در آن‌ها نقش داشته است، می‌توان به گیرایی و وسوسه هالیوود، مهمان ناخوانده هالیوود، سه دختر هالیوودی و مرد من گادفری اشاره نمود.